# Carlos Assale
Carlos Assale foi fundador da marca de guitarras Dolphin.
Esta marca possuía guitarras com mecanismos inéditos como a criação da ponte 'high-mass' e desenhos exclusivos. Posteriormente trabalhou na Giannini, sendo o principal guia da produção de guitarras Fender no Brasil sob tutela de outra marca.
Essas guitarras e baixos ficaram conhecidos como "Southern Cross Series".
Falecido em agosto de 2010.
"Estava eu fuçando nas comunidades do Orkut quando, de repente, vejo uma comunidade intitulada "Guitarras Dolphin". Como já tive, resolvi entrar e ler alguns tópicos. Um deles me chamou a atenção, era intitulado "Dolphin vs Golden vs Tonante". 
Em uma das primeiras mensagens, um cara diz que a comparação é covardia, pois a Dolphin é bem melhor. Logo em seguida, vêm uma mensagem do Carlos Assale, ex-dono da Dolphin. Quem tiver paciência, leia. Vale a pena! 
"Não é covardia não... 
Quem não viveu a época e nunca tocou numa Dolphin do primeiro período pode ter essa imagem na cabeça. Não teve a oportunidade de viver uma época completamente diferente da atual. 
A Tonante (Rei) não se preocupava com o produto que fazia. Simplesmente juntava peças derivadas da sua linha de violões, que é reconhecidamente popular e desprovida de alguma tecnologia respeitável, em algo que ela acreditava ser uma guitarra. Tarraxas de violão, escudos de Duratex, braços grossíssimos, captadores sem nenhuma preocupação com impedâncias/indutâncias ou blindagem, design "Deus-me-livre"... - esse era o seu foco: produtos baratos! Conheci bem o Abel, o dono da Rei, durante meus dois mandatos de vice-presidente da Afimbra (Associação dos Fabricantes de Instrumentos Musicais de Brasil - hoje Abemusica) e ele sempre me dizia que eu era louco por querer fazer um produto tão sofisticado, que eu não iria conseguir vender pra ninguém! Não foi o que aconteceu.... 
Mas a Tonante-Rei tem seu espaço e vende muitos instrumentos. Uma vez, em Ilhabela, quando estava numa banca de jornais, ouvi um diálogo em que um rapaz dizia pro outro que tinha comprado uma Tonante com aquela cara de orgulho de quem tinha comprado ouro-em-pó ao preço de carvão. Isso ilustra como esse setor do mercado pensa... 
A Golden era mais cuidadosa com o produto mas não com o design e a ergometria. A maioria dos seus produtos, mesmo as imitações, eram feios, desbalanceados, duros e de afinação duvidosa. O interessante é que o Chang (o dono da Golden), o Tagima e eu, em 1984, encomendávamos peças na mesma marcenaria (do saudoso Valfairt) e de vez em quando nos encontrávamos á e batiamos um papo - com o Chang nem tanto já que ele falava muito pouco o português. O que a Golden tinha de vantagem nessa época eram as ligações dela com a China/Coréia que a permitiam ter acesso fácil a componentes como tarraxas e captadores que eram de importação dificílima ou proibida. Pra gente era uma briga.... 
Outra curiosidade dessa época: A primeira série de Dolphins GA 1000 foi pintada na lutheria do Tagima pelo Jair, hoje dono da Vintage... 
A Dolphin, por sua vez, sempre teve sua preocupação centrada na afinação e tocabilidade. O lema era que desde a linha mais popular à mais sofisticada o instrumento deveria ser útil, ou seja, a afinação e a ação nunca deveriam ser motivo para crítica. Recebemos muitas cartas de professores nos agradecendo pela inédita oportunidade dada a iniciantes que agora podiam comprar um instrumento acessível e, por sua qualidade, ser um incentivo e não um impedimento ao aprendizado. 
Quanto ao timbre, tínhamos nossas proprias idéias: enrolávamos nossos captadores e inventávamos nossos circuitos. Foi assim que o sistema "Truetone", o captador "Tribucker", o captador "Cross-Coil" para baixo e outras novidades surgiram. 
Os designs eram originais. A menos de uma imitação de Stratocaster (na verdade nem isso, já que ela era menor e tinha escala de Gibson) a Dolphin só fabricou modelos exclusivos. A GA 1000, a Starlock, a GA 50O, a GA 550 (a primeira guitarra com Floy Rose do Brasil), a GA 508, a linha GX 3000, o baixo BX 1020, a Corvus e a GV 50T e a GX 50V com Floyd Rose, Tribucker, mão invertida e 29 trastes - a loucura dos metaleiros da época. O acabamento buscava o "state of the art" da época. 
Obter "hardware" era complicadíssimo, as importaçãoes eram complicadíssimas - quando não proibitivas - e a indústria nacional não oferecia os componentes necessários. Por isso fomos à luta. Primeiro criando e desenvolvendo a produção do cavalete "Hi Mass" da GA 1000. Uma obra prima que ainda hoje mereceria lugar nas guitarras "hard tail" mais sofisticadas do mundo. Ele pode ser visto no site. 
Depois, compramos uma participação numa empresa que estava disposta a fabricar tarraxas modernas no Brasil. Com nosso apoio técnico e financeiro, essa empresa produziu a primeira tarraxa selada no Brasil, que começou a ser montada nas Stalocks e nas GA 500 - tínhamos exclusividade no produto. 
Logo depois começamos a importar componentes e fomos o primeiros a usar tremolos Floyd Rose nas guitarras feita no país. Também os primeiros a usar captadores ativos (os ingleses Reflex) em guitarras nacionais. 
Administrativamente a Dolphin foi a primeira empresa do setor a adotar processos "just in time" usando kanbans e foi quem organizou os cargos típicos de uma fábrica desse tipo criando, por ex., a profissão de intonador. 
Para atender aquele mercado popular que falei no começo criamos uma linha com um marketing baseado numa piada. Como muitos vendedores recebiam a pergunta: "Mas você têm guitarra Rei?", criamos uma linha espartana, despojada, simples e extremamente funcional. Tão interessante que o Frejat (Barão Vernmelho), quando viu e tocou numa na fábrica, quis levá-la na hora (e levou). A linha chamava-se KING. Então à pergunta "Vocês têm Rei" respondíamos: "Não, mas temos KING!". 
Infelizmente, em 1990, o Plano Collor inviabilizou o projeto. 
Muitas pessoas, na ausência de vivência dos fatos e perspectiva histórica, têm o direito de se confundir e colocar as marcas num mesmo patamar. 
Mas essa é uma confusão que o Luis Carlini, o Frejat, o Edgar Scandurra, o Zique, o Zé Luis (Meteoro), o Mario Manga, o André Abujamra, o Dom Beto, o Tony Ozanah, o Wander Taffo, o Faíska, o Fábio Golfetti, o Celso Blues Boy, o Sergio Dias e talvez o Paul McCartney e o Andy Summers entre outros, não fazem... 
Naquele tempo a Dolphin era um produto, cuidado com carinho e exclusividade, pensado, projetado e fabricado para atender bem o consumidor. Tomava-se o grande cuidado de submeter os modelos ao julgamento de profissionais e muitas boas idéias saíram dessa interação. O Zique, que está aqui na comunidade - na época líder da banda NAU, era um dos que mais participavam...vivia na fábrica comparando sua Ibanez 540 com as Dolphin que a gente fabricava e deu muitas ideias para as captações. 
A Dolphin de hoje é um produto genérico, fabricado na China. 
Se são melhores ou piores, só quem tocou nas duas pode dizer...."
(Obrigado Carlos! Rest In Peace!)
Segue uma matéria veiculada no Brazilian Guitars blog sobre as SC:
Fender Southern Cross – Parte 1
Olá leitores. O assunto desse e do próximo post é a linha Southern Cross da Fender. Alguns devem estar se perguntando sobre o que que isso tem a ver com o blog, que se chama “Brazilian Guitars”. A resposta é simples. Essa série era fabricada no Brasil, pela Giannini de 1992 a 1995, sob supervisão da Fender. Um funcionário vinha dos Estados Unidos regularmente verificar a produção. Nesse primeiro post sobre essa linha, postarei uma entrevista com o Carlos Assale, responsável pelas guitarras “Fender by Giannini”. Essa entrevista também está disponível na comunidade “Guitarras Fender”, no Orkut.
“Entrevistador: Carlos Assale, você foi o responsável pelas Fender by Giannini. Como foi possível licenciar a marca Fender?
Carlos Assale: É verdade, o projeto Southern Cross. A Giannini tinha conseguido em 1990 uma licença para a fabricação das Fender aqui. O objetivo da fábrica americana era ter um fornecedor de violões tradicional, a quem pudesse confiar essa linha de instrumentos. Foi uma troca de interesses. Coincidentemente, foi na mesma época que eu estava deixando a Dolphin. O Giorgio Giannini - que apesar de ferrenho concorrente tinha comigo uma relação de amizade, respeito e admiração - me convidou para assumir a direção técnica da empresa e, entre outras coisas, tocar o projeto Fender/Giannini. Começamos a trabalhar em 1991 e enviar amostras para aprovação. Eu fui a interface com a Fender, acompanhado do Roberto Giannini. Visitamos as fábricas de Ensenada e Corona muitas vezes, trabalhamos o produto, demos aulas sobre design e fabricação de acústicos. Aprovamos o braço em pouco tempo mas o corpo levou uns dois anos e MUITAS amostras - foi preciso muitas mudanças de ferramental. É incrível como a Fender é sensível ao shape da Stratocaster, que é na verdade sua marca registrada, sua identificação. No fim recebemos um fax do Dan Smith, diretor de marketing da Fender, dizendo que o produto tinha melhorado 4000% e que a confiança era tanta que pela primeira vez eles iriam permitir que um produto produzido fora de suas fábricas e sem seu envolvimento comercial ostentasse o nome Fender no headstock. Fabricávamos em lotes e eles só iam para o mercado depois que um representante deles viesse fazer uma minuciosa inspeção. Elas eram até pesadas! Foram produzidos cerca de 5000 instrumentos de 1993 a1995. O projeto foi abortado porque as peculiaridades econômicas do Brasil somadas ao royalty muito alto tornaram tudo economicamente inviável. As más línguas dizem que foi por problemas técnicos que tudo parou, mas nunca houve nenhum problema desse tipo.
E: As Fender brasileiras tinham a mesma qualidade que as americanas, mexicanas e japonesas?
C.A.: Conheci bem essas fábricas e seus produtos. Posso dizer com segurança que, fora o hardware e a captação, não há nenhuma diferença em relação às americanas. Com as outras não há nenhuma. É o que o pessoal que vem testando e comparando tem descoberto. Existem Fender feitas em todos os lugares do mundo, dos EUA a Coréia, passando por Japão e México, até no Brasil já foram feitas (pela Giannini, sob licença conhecidas como Fender Southern Cross, mas foram produzidas Stratos e não Teles por aqui), sem falar nas atuais Squier, sub linha da Fender. Eu tenho uma desde 93 e fiz um upgrade com Texas Special, tarraxas Gotoh, escudo white pearl, neckplate, ponte, knobs, strap lock, trastes dunlop, mudei a cor e parte elétrica tudo original e também tenho uma American Standard desde 96 que continua original. A Southtern Cross, ficou muito boa!, mas não ficou nelhor que a americana. A propósito, até onde eu sei ela foi produzida em nas cores preta, azul com preto tipo sunburst e vermelha. Inclusive já vi algumas Stratosonic transformadas com pickups encapados tipo Lace Sensor, não se enganem, são Giannini mesmo, e não foram usados nas Fender.”
As Southern Cross ainda são bastante admiradas por muitos e também odiada por outros. Um dos motivos é seu corpo em cedro, que é completamente diferente do Alder utilizado nas Fender americanas e mexicanas, descaracterizando o timbre de Stratocaster. Um outro motivo é um velho conhecido nosso: o preconceito contra instrumentos brasileiros. Mas de qualquer maneira, eram guitarras muito interessantes e com preço acessível na época.
Escreverei os detalhes sobre essa linha. A maioria dos dados por Carlos Assale.
-Fabricante: Giannini, já na atual fábrica na cidade de Salto/SP
-Período de fabricação: 1992 a 1995
-Produção: 5 mil exemplares
-Custo no lançamento: R$ 350,00. Em 1994, houve o Plano Real e nossa moeda ficou paritária com o dólar norte-americano.
-Madeiras: corpo – cedro; braço e escala – pau-marfim
-Hardware: Não há nenhuma identificação específica.
-Escudo: vinham já montados principalmente da Coréia, principalmente da Cor-Tek (hoje Cort). Eles também fabricam os Mighty Mite e os EMG Select, portanto todos têm o mesmo DNA.
Escudo branco, captadores com os polos aparentes, knobs de plástico, tipo strato.
Cordas: .009
-Headstock:
Frente: logotipo Fender PRATEADO com margem preta, STRATOCASTER Made In Brazil, Southern Cross (com as cinco estrelinhas do Cruzeiro do Sul acima do "n") ou Squier Series
Traseira: MANUFACTURED UNDER LICENCE
FENDER MUSICAL INSTRUMENTS INC.
USA
CGC: 61.196.119/0001-76
*As primeiras guitarras fabricadas no Brasil saíram com o selo "Squier". Posteriormente, foi criado o logo "Southern Cross ".
-Cores: Vermelho metálico, Sunburst azul (Moonburst) e Preto
*Portanto, não existem Fender SC de outras cores...
Versão canhota: A única Fender Southern Cross foi feita especialmente para o guitarrista Edgar Scandurra.
*"30 moscas brancas": Há 30 Fenders Southern Cross com parte elétrica americana (escudo, chave e captadores). Isto se deu porque o fabricante coreano atrasou a entrega, e o Assale providenciou uma importação direto dos EUA.

-Potenciômetros: CTS americanos.
*Quando a Giannini deixou de fabricar a Fender Stratocaster Southern Cross, devido ao "custo brasil" e ao altíssimo royalties pagos à matriz norte-americana, para não perder mercado, foi criada a Giannini Stratosonic e, posteriormente, a Supersonic, que eram semelhantes ou parecidas, mas não iguais.
É um equívoco afirmar que a Southern Cross e as stratos Giannini são a mesma coisa, porque o headstock é diferente, o corpo é diferente, não seguem em nada o padrão das Fenders Southern Cross. O controle de qualidade das Fender era bastante rigoroso. Antes de o lote ser liberado para o mercado brasileiro, vinha um técnico norte-americano da Fender e examinava guitarra por guitarra, inclusive pesando cada uma, para ver se estava no padrão. Um outro detalhe é que a Fender Southern Cross, devido a madeira utilizada, é mais pesada do que as vendidas na época, fabricadas no México e nos EUA.
-Último lote: 1995
Headstocks (primeiro o ‘Squier Series’ e depois o ‘Southern Cross Series’)
Com esse post, é possível acabar com todos os mitos e lendas sobre a Southern Cross. Tirem suas próprias conclusões sobre essa série, que infelizmente durou tão pouco.
Muito cuidado ao comprar uma SC no Mercadolivre pois tá cheio de trambiqueiros vendendo gato por lebre.
Espero que este post ajude a identificar um verdadeiro tesouro!

## Fender Southern Cross – Parte 2
Olá. Hoje, a segunda parte da postagem sobre a Fender Southern Cross Series by Giannini. Escreverei os detalhes sobre essa linha. A maioria dos dados por Carlos Assale.
-Fabricante: Giannini, já na atual fábrica na cidade de Salto/SP
-Período de fabricação:  1995
-Produção: 5 mil exemplares
-Custo no lançamento: R$ 350,00. Em 1994, houve o Plano Real e nossa moeda ficou paritária com o dólar norte-americano.
-Madeiras: corpo – cedro; braço e escala – pau-marfim
-Hardware: Não há nenhuma identificação específica.
-Escudo: vinham já montados principalmente da Coréia, principalmente da Cor-Tek (hoje Cort). Eles também fabricam os Mighty Mite e os EMG Select, portanto todos têm o mesmo DNA.
Escudo branco, captadores com os polos aparentes, knobs de plástico, tipo strato.
Cordas: .009
-Headstock:
Frente: logotipo Fender PRATEADO com margem preta, STRATOCASTER Made In Brazil, Southern Cross (com as cinco estrelinhas do Cruzeiro do Sul acima do "n") ou Squier Series
Traseira: MANUFACTURED UNDER LICENCE
FENDER MUSICAL INSTRUMENTS INC.
USA
CGC: 61.196.119/0001-76
*As primeiras guitarras fabricadas no Brasil saíram com o selo "Squier". Posteriormente, foi criado o logo "Southern Cross ".
-Cores: Vermelho metálico, Sunburst azul (Moonburst) e Preto
*Portanto, não existem Fender SC de outras cores...
Versão canhota: A única Fender Southern Cross foi feita especialmente para o guitarrista Edgar Scandurra.
*"30 moscas brancas": Há 30 Fenders Southern Cross com parte elétrica americana (escudo, chave e captadores). Isto se deu porque o fabricante coreano atrasou a entrega, e o Assale providenciou uma importação direto dos EUA.
-Potenciômetros: CTS americanos.

*Quando a Giannini deixou de fabricar a Fender Stratocaster Southern Cross, devido ao "custo brasil" e ao altíssimo royalties pagos à matriz norte-americana, para não perder mercado, foi criada a Giannini Stratosonic e, posteriormente, a Supersonic, que eram semelhantes ou parecidas, mas não iguais.
É um equívoco afirmar que a Southern Cross e as stratos Gianninisão a mesma coisa, porque o headstock é diferente, o corpo é diferente, não seguem em nada o padrão das Fenders Southern Cross. O controle de qualidade das Fender era bastante rigoroso. Antes de o lote ser liberado para o mercado brasileiro, vinha um técnico norte-americano da Fender e examinava guitarra por guitarra, inclusive pesando cada uma, para ver se estava no padrão. Um outro detalhe é que a Fender Southern Cross, devido a madeira utilizada, é mais pesada do que as vendidas na época, fabricadas no México e nos EUA.
-Último lote: 1995